# Coppa del Mondo di biathlon 2014
La Coppa del Mondo di biathlon 2014 fu la trentasettesima edizione della manifestazione organizzata dall'Unione Internazionale Biathlon; iniziò il 24 novembre 2013 a Östersund, in Svezia, e si concluse il 23 marzo 2014 a Oslo Holmenkollen, in Norvegia. Nel corso della stagione si tennero a Soči i XXII Giochi olimpici invernali, non validi ai fini della Coppa del Mondo (tranne la gara di staffetta mista), il cui calendario contemplò dunque un'interruzione nel mese di febbraio.
In campo maschile furono disputate 25 delle 26 gare in programma (21 individuali, 4 a squadre), in 9 diverse località. Il francese Martin Fourcade vinse sia la coppa di cristallo, il trofeo assegnato al vincitore della classifica generale, sia quelle di sprint, di inseguimento e di partenza in linea; il norvegese Emil Hegle Svendsen vinse la Coppa di individuale. Fourcade era il detentore uscente della Coppa generale.
In campo femminile furono disputate 24 delle 26 gare in programma (21 individuali, 3 a squadre), in 9 diverse località. La finlandese Kaisa Mäkäräinen si aggiudicò la coppa di cristallo, il trofeo assegnato alla vincitrice della classifica generale. In seguito, i risultati conseguiti dalla biatleta russa Olga Zaitseva vennero annullati per doping. Per effetto del ricalcolo dei punteggi conseguente all'esclusione della Zaitseva, Tora Berger avrebbe scavalcato Kaisa Mäkäräinen in classifica generale; tuttavia l'IBU a dicembre 2021 deliberò di assegnare la coppa del mondo a entrambe, non ritenendo giusto che un atleta "pulito" venga svantaggiato per infrazioni al regolamento antidoping commesse da altri atleti. Pertanto la coppa di cristallo è stata assegnata ex aequo ad entrambe.
Kaisa Mäkäräinen vinse anche le coppe di sprint e di inseguimento; la bielorussa Dar″ja Domračava vinse la Coppa di partenza in linea e la ceca Gabriela Soukalová quella di individuale. Tora Berger era la detentrice uscente della Coppa generale.
Le staffette miste inserite in calendario furono due, disputate in altrettante località.

## Uomini

### Risultati
| Data             | Località                | Nazione   | Spec. | Primo                                                                                  | Secondo                                                                     | Terzo                                                                      |
| ---------------- | ----------------------- | --------- | ----- | -------------------------------------------------------------------------------------- | --------------------------------------------------------------------------- | -------------------------------------------------------------------------- |
| 28 novembre 2013 | Östersund               | Svezia    | IN    | Martin Fourcade                                                                        | Simon Eder                                                                  | Daniel Mesotitsch                                                          |
| 30 novembre 2013 | Östersund               | Svezia    | SP    | Martin Fourcade                                                                        | Fredrik Lindström                                                           | Tim Burke                                                                  |
| 1º dicembre 2013 | Östersund               | Svezia    | PU    | annullata                                                                              | annullata                                                                   | annullata                                                                  |
| 6 dicembre 2013  | Hochfilzen              | Austria   | SP    | Lars Berger                                                                            | Martin Fourcade                                                             | Ole Einar Bjørndalen                                                       |
| 7 dicembre 2013  | Hochfilzen              | Austria   | RL    | Norvegia Vetle Sjåstad Christiansen Ole Einar Bjørndalen Tarjei Bø Emil Hegle Svendsen | Svezia Christofer Eriksson Björn Ferry Fredrik Lindström Carl Johan Bergman | Russia Aleksej Volkov Evgenij Ustjugov Anton Šipulin Dmitrij Malyško       |
| 8 dicembre 2013  | Hochfilzen              | Austria   | PU    | Martin Fourcade                                                                        | Emil Hegle Svendsen                                                         | Tarjei Bø                                                                  |
| 13 dicembre 2013 | Annecy Le Grand-Bornand | Francia   | RL    | Russia Ivan Čerezov Aleksandr Loginov Evgenij Garaničev Anton Šipulin                  | Germania Erik Lesser Andreas Birnbacher Arnd Peiffer Simon Schempp          | Austria Christoph Sumann Daniel Mesotitsch Dominik Landertinger Simon Eder |
| 14 dicembre 2013 | Annecy Le Grand-Bornand | Francia   | SP    | Johannes Thingnes Bø                                                                   | Ondřej Moravec                                                              | Martin Fourcade                                                            |
| 15 dicembre 2013 | Annecy Le Grand-Bornand | Francia   | PU    | Johannes Thingnes Bø                                                                   | Erik Lesser                                                                 | Anton Šipulin                                                              |
| 3 gennaio 2014   | Oberhof                 | Germania  | SP    | Emil Hegle Svendsen                                                                    | Ole Einar Bjørndalen                                                        | Martin Fourcade                                                            |
| 4 gennaio 2014   | Oberhof                 | Germania  | PU    | Emil Hegle Svendsen                                                                    | Ole Einar Bjørndalen                                                        | Martin Fourcade                                                            |
| 5 gennaio 2014   | Oberhof                 | Germania  | MS    | Martin Fourcade                                                                        | Aleksej Volkov                                                              | Tarjei Bø                                                                  |
| 9 gennaio 2014   | Ruhpolding              | Germania  | RL    | Austria Christoph Sumann Daniel Mesotitsch Simon Eder Dominik Landertinger             | Germania Christoph Stephan Andreas Birnbacher Erik Lesser Simon Schempp     | Russia Aleksej Volkov Evgenij Ustjugov Dmitrij Malyško Anton Šipulin       |
| 11 gennaio 2014  | Ruhpolding              | Germania  | IN    | Emil Hegle Svendsen                                                                    | Aleksej Volkov                                                              | Evgenij Ustjugov                                                           |
| 12 gennaio 2014  | Ruhpolding              | Germania  | PU    | Emil Hegle Svendsen                                                                    | Jakov Fak                                                                   | Evgenij Garaničev                                                          |
| 17 gennaio 2014  | Anterselva              | Italia    | SP    | Lukas Hofer Simon Schempp                                                              |                                                                             | Arnd Peiffer                                                               |
| 18 gennaio 2014  | Anterselva              | Italia    | PU    | Simon Schempp                                                                          | Jean-Guillaume Béatrix                                                      | Henrik L'Abée-Lund                                                         |
| 19 gennaio 2014  | Anterselva              | Italia    | RL    | Francia Simon Fourcade Alexis Bœuf Jean-Guillaume Béatrix Martin Fourcade              | Svezia Tobias Arwidson Björn Ferry Fredrik Lindström Carl Johan Bergman     | Germania Erik Lesser Andreas Birnbacher Arnd Peiffer Simon Schempp         |
| 6 marzo 2014     | Pokljuka                | Slovenia  | SP    | Björn Ferry                                                                            | Anton Šipulin                                                               | Arnd Peiffer                                                               |
| 8 marzo 2014     | Pokljuka                | Slovenia  | PU    | Anton Šipulin                                                                          | Björn Ferry                                                                 | Ole Einar Bjørndalen                                                       |
| 9 marzo 2014     | Pokljuka                | Slovenia  | MS    | Björn Ferry                                                                            | Martin Fourcade                                                             | Evgenij Ustjugov                                                           |
| 13 marzo 2014    | Kontiolahti             | Finlandia | SP    | Johannes Thingnes Bø                                                                   | Martin Fourcade                                                             | Arnd Peiffer                                                               |
| 15 marzo 2014    | Kontiolahti             | Finlandia | SP    | Johannes Thingnes Bø                                                                   | Aleksandr Loginov                                                           | Lowell Bailey                                                              |
| 16 marzo 2014    | Kontiolahti             | Finlandia | PU    | Johannes Thingnes Bø                                                                   | Martin Fourcade                                                             | Björn Ferry                                                                |
| 20 marzo 2014    | Oslo Holmenkollen       | Norvegia  | SP    | Jakov Fak                                                                              | Evgenij Garaničev                                                           | Björn Ferry                                                                |
| 22 marzo 2014    | Oslo Holmenkollen       | Norvegia  | PU    | Simon Eder                                                                             | Aleksandr Loginov                                                           | Björn Ferry                                                                |
| 23 marzo 2014    | Oslo Holmenkollen       | Norvegia  | MS    | Martin Fourcade                                                                        | Dominik Landertinger                                                        | Jakov Fak                                                                  |

Legenda:

IN = individuale (20 km)

SP = sprint (10 km)

PU = inseguimento (12,5 km)

MS = partenza in linea (15 km)

RL = staffetta (4x7,5 km)

### Classifiche

#### Generale
| Pos. | Nome                 | Nazione  | Punti |
| ---- | -------------------- | -------- | ----- |
| 1    | Martin Fourcade      | Francia  | 928   |
| 2    | Emil Hegle Svendsen  | Norvegia | 636   |
| 3    | Johannes Thingnes Bø | Norvegia | 631   |
| 4    | Dominik Landertinger | Austria  | 611   |
| 5    | Simon Eder           | Austria  | 578   |
| 6    | Ole Einar Bjørndalen | Norvegia | 556   |
| 7    | Arnd Peiffer         | Germania | 547   |
| 8    | Anton Šipulin        | Russia   | 544   |
| 9    | Björn Ferry          | Svezia   | 542   |
| 10   | Simon Schempp        | Germania | 521   |

#### Sprint
| Pos. | Nome                 | Nazione  | Punti |
| ---- | -------------------- | -------- | ----- |
| 1    | Martin Fourcade      | Francia  | 400   |
| 2    | Arnd Peiffer         | Germania | 286   |
| 3    | Johannes Thingnes Bø | Norvegia | 277   |
| 4    | Ole Einar Bjørndalen | Norvegia | 260   |
| 5    | Dominik Landertinger | Austria  | 250   |

#### Inseguimento
| Pos. | Nome                 | Nazione  | Punti |
| ---- | -------------------- | -------- | ----- |
| 1    | Martin Fourcade      | Francia  | 294   |
| 2    | Simon Eder           | Austria  | 235   |
| 3    | Anton Šipulin        | Russia   | 234   |
| 4    | Björn Ferry          | Svezia   | 233   |
| 5    | Johannes Thingnes Bø | Norvegia | 224   |

#### Partenza in linea
| Pos. | Nome                 | Nazione     | Punti |
| ---- | -------------------- | ----------- | ----- |
| 1    | Martin Fourcade      | Francia     | 174   |
| 2    | Dominik Landertinger | Austria     | 109   |
| 3    | Emil Hegle Svendsen  | Norvegia    | 100   |
| 4    | Tim Burke            | Stati Uniti | 100   |
| 5    | Simon Desthieux      | Francia     | 99    |

#### Individuale
| Pos. | Nome                 | Nazione  | Punti |
| ---- | -------------------- | -------- | ----- |
| 1    | Emil Hegle Svendsen  | Norvegia | 83    |
| 2    | Simon Eder           | Austria  | 79    |
| 3    | Evgenij Ustjugov     | Russia   | 76    |
| 4    | Aleksej Volkov       | Russia   | 75    |
| 5    | Christian De Lorenzi | Italia   | 65    |
| 5    | Simon Fourcade       | Francia  | 65    |

#### Staffetta
| Pos. | Nazione  | Punti |
| ---- | -------- | ----- |
| 1    | Germania | 194   |
| 2    | Svezia   | 194   |
| 3    | Austria  | 191   |
| 4    | Russia   | 190   |
| 5    | Norvegia | 175   |

#### Nazioni
| Pos. | Nazione  | Punti |
| ---- | -------- | ----- |
| 1    | Norvegia | 5937  |
| 2    | Russia   | 5897  |
| 3    | Germania | 5806  |
| 4    | Austria  | 5721  |
| 5    | Francia  | 5678  |

## Donne

### Risultati
| Data             | Località                | Nazione   | Spec. | Prima                                                                                 | Seconda                                                                     | Terza                                                                    |
| ---------------- | ----------------------- | --------- | ----- | ------------------------------------------------------------------------------------- | --------------------------------------------------------------------------- | ------------------------------------------------------------------------ |
| 28 novembre 2013 | Östersund               | Svezia    | IN    | Gabriela Soukalová                                                                    | Anastasija Kuz'mina                                                         | Marie-Laure Brunet                                                       |
| 29 novembre 2013 | Östersund               | Svezia    | SP    | Ann Kristin Flatland                                                                  | Ol'ga Zajceva                                                               | Tora Berger                                                              |
| 1º dicembre 2013 | Östersund               | Svezia    | PU    | annullata                                                                             | annullata                                                                   | annullata                                                                |
| 6 dicembre 2013  | Hochfilzen              | Austria   | SP    | Selina Gasparin                                                                       | Veronika Vítková                                                            | Irina Starych                                                            |
| 7 dicembre 2013  | Hochfilzen              | Austria   | RL    | Ucraina Julija Džyma Vita Semerenko Valentyna Semerenko Olena Pidhrušna               | Germania Franziska Preuß Andrea Henkel Franziska Hildebrand Laura Dahlmeier | Francia Marie-Laure Brunet Sophie Boilley Anaïs Chevalier Anaïs Bescond  |
| 8 dicembre 2013  | Hochfilzen              | Austria   | PU    | Synnøve Solemdal                                                                      | Julija Džyma                                                                | Krystyna Pałka                                                           |
| 12 dicembre 2013 | Annecy Le Grand-Bornand | Francia   | RL    | Germania Franziska Preuß Andrea Henkel Franziska Hildebrand Laura Dahlmeier           | Ucraina Julija Džyma Vita Semerenko Valentyna Semerenko Olena Pidhrušna     | Norvegia Tiril Eckhoff Fanny Horn Synnøve Solemdal Tora Berger           |
| 14 dicembre 2013 | Annecy Le Grand-Bornand | Francia   | SP    | Selina Gasparin                                                                       | Kaisa Mäkäräinen                                                            | Valentyna Semerenko                                                      |
| 15 dicembre 2013 | Annecy Le Grand-Bornand | Francia   | PU    | Valentyna Semerenko                                                                   | Irina Starych                                                               | Tiril Eckhoff                                                            |
| 3 gennaio 2014   | Oberhof                 | Germania  | SP    | Dar″ja Domračava                                                                      | Kaisa Mäkäräinen                                                            | Olena Pidhrušna                                                          |
| 4 gennaio 2014   | Oberhof                 | Germania  | PU    | Dar″ja Domračava                                                                      | Kaisa Mäkäräinen                                                            | Synnøve Solemdal                                                         |
| 5 gennaio 2014   | Oberhof                 | Germania  | MS    | Tora Berger                                                                           | Synnøve Solemdal                                                            | Dar″ja Domračava                                                         |
| 8 gennaio 2014   | Ruhpolding              | Germania  | RL    | Germania Franziska Preuß Evi Sachenbacher-Stehle Laura Dahlmeier Franziska Hildebrand | Norvegia Tiril Eckhoff Ann Kristin Flatland Synnøve Solemdal Tora Berger    | Ucraina Julija Džyma Vita Semerenko Natal'ja Burdyga Valentyna Semerenko |
| 10 gennaio 2014  | Ruhpolding              | Germania  | IN    | Gabriela Soukalová                                                                    | Dar″ja Domračava                                                            | Veronika Vítková                                                         |
| 12 gennaio 2014  | Ruhpolding              | Germania  | PU    | Gabriela Soukalová                                                                    | Tora Berger                                                                 | Kaisa Mäkäräinen                                                         |
| 16 gennaio 2014  | Anterselva              | Italia    | SP    | Anaïs Bescond                                                                         | Andrea Henkel                                                               | Dar″ja Domračava                                                         |
| 18 gennaio 2014  | Anterselva              | Italia    | PU    | Andrea Henkel                                                                         | Nadzeja Skardzina                                                           | Tora Berger                                                              |
| 19 gennaio 2014  | Anterselva              | Italia    | RL    | annullata                                                                             | annullata                                                                   | annullata                                                                |
| 6 marzo 2014     | Pokljuka                | Slovenia  | SP    | Katharina Innerhofer                                                                  | Dar'ja Virolajnen                                                           | Nadzeja Skardzina                                                        |
| 8 marzo 2014     | Pokljuka                | Slovenia  | PU    | Kaisa Mäkäräinen                                                                      | Tora Berger                                                                 | Dorothea Wierer                                                          |
| 9 marzo 2014     | Pokljuka                | Slovenia  | MS    | Dar″ja Domračava                                                                      | Kaisa Mäkäräinen                                                            | Ol'ga Zajceva                                                            |
| 13 marzo 2014    | Kontiolahti             | Finlandia | SP    | Kaisa Mäkäräinen                                                                      | Ol'ga Zajceva                                                               | Mari Laukkanen                                                           |
| 15 marzo 2014    | Kontiolahti             | Finlandia | SP    | Kaisa Mäkäräinen                                                                      | Tora Berger                                                                 | Gabriela Soukalová                                                       |
| 16 marzo 2014    | Kontiolahti             | Finlandia | PU    | Kaisa Mäkäräinen                                                                      | Dar″ja Domračava                                                            | Ol'ga Zajceva                                                            |
| 20 marzo 2014    | Oslo Holmenkollen       | Norvegia  | SP    | Dar″ja Domračava                                                                      | Tora Berger                                                                 | Susan Dunklee                                                            |
| 22 marzo 2014    | Oslo Holmenkollen       | Norvegia  | PU    | Anastasija Kuz'mina                                                                   | Tora Berger                                                                 | Ol'ga Viluchina                                                          |
| 23 marzo 2014    | Oslo Holmenkollen       | Norvegia  | MS    | Anastasija Kuz'mina                                                                   | Teja Gregorin                                                               | Marie Dorin                                                              |

Legenda:

IN = individuale (20 km)

SP = sprint (10 km)

PU = inseguimento (12,5 km)

MS = partenza in linea (15 km)

RL = staffetta (4x7,5 km)

### Classifiche

#### Generale
| Pos. | Nome                | Nazione     | Punti |
| ---- | ------------------- | ----------- | ----- |
| 1    | Kaisa Mäkäräinen    | Finlandia   | 860   |
| 1    | Tora Berger         | Norvegia    | 856   |
| 3    | Dar″ja Domračava    | Bielorussia | 793   |
| 4    | Gabriela Soukalová  | Rep. Ceca   | 614   |
| 5    | Ol'ga Viluchina     | Russia      | 613   |
| 6    | Anastasija Kuz'mina | Slovacchia  | 607   |
| 7    | Tiril Eckhoff       | Norvegia    | 566   |
| 8    | Valentyna Semerenko | Ucraina     | 553   |
| 9    | Veronika Vítková    | Rep. Ceca   | 553   |
| 10   | Andrea Henkel       | Germania    | 541   |

#### Sprint
| Pos. | Nome               | Nazione     | Punti |
| ---- | ------------------ | ----------- | ----- |
| 1    | Kaisa Mäkäräinen   | Finlandia   | 367   |
| 2    | Tora Berger        | Norvegia    | 361   |
| 3    | Dar″ja Domračava   | Bielorussia | 254   |
| 4    | Ol'ga Viluchina    | Russia      | 246   |
| 5    | Gabriela Soukalová | Rep. Ceca   | 239   |

#### Inseguimento
| Pos. | Nome             | Nazione     | Punti |
| ---- | ---------------- | ----------- | ----- |
| 1    | Kaisa Mäkäräinen | Finlandia   | 350   |
| 2    | Tora Berger      | Norvegia    | 319   |
| 3    | Dar″ja Domračava | Bielorussia | 296   |
| 4    | Ol'ga Viluchina  | Russia      | 242   |
| 5    | Tiril Eckhoff    | Norvegia    | 236   |

#### Partenza in linea
| Pos. | Nome                | Nazione     | Punti |
| ---- | ------------------- | ----------- | ----- |
| 1    | Dar″ja Domračava    | Bielorussia | 151   |
| 2    | Anastasija Kuz'mina | Slovacchia  | 139   |
| 3    | Kaisa Mäkäräinen    | Finlandia   | 130   |
| 4    | Tora Berger         | Norvegia    | 121   |
| 5    | Ol'ga Viluchina     | Russia      | 102   |

#### Individuale
| Pos. | Nome                 | Nazione     | Punti |
| ---- | -------------------- | ----------- | ----- |
| 1    | Gabriela Soukalová   | Rep. Ceca   | 120   |
| 2    | Dar″ja Domračava     | Bielorussia | 94    |
| 3    | Anastasija Kuz'mina  | Slovacchia  | 84    |
| 4    | Nadzeja Skardzina    | Bielorussia | 74    |
| 5    | Franziska Hildebrand | Germania    | 72    |

#### Staffetta
| Pos. | Nazione     | Punti |
| ---- | ----------- | ----- |
| 1    | Germania    | 174   |
| 2    | Ucraina     | 162   |
| 3    | Norvegia    | 142   |
| 4    | Francia     | 131   |
| 5    | Bielorussia | 105   |

#### Nazioni
| Pos. | Nazione  | Punti |
| ---- | -------- | ----- |
| 1    | Norvegia | 5641  |
| 2    | Germania | 5460  |
| 3    | Ucraina  | 5377  |
| 4    | Francia  | 4968  |
| 5    | Russia   | 4945  |

## Misto

### Risultati
| 24 novembre 2013               | Östersund             | Svezia | MX | Rep. Ceca Veronika Vítková Gabriela Soukalová Zdeněk Vítek Ondřej Moravec   | Norvegia Tora Berger Synnøve Solemdal Vetle Sjåstad Christiansen Tarjei Bø   | Ucraina Olena Pidhrušna Valentyna Semerenko Serhij Semenov Andrij Deryzemlja |
| XXII Giochi olimpici invernali |                       |        |    |                                                                             |                                                                              |                                                                              |
| 19 febbraio 2014               | Soči Krasnaja Poljana | Russia | MX | Norvegia Tora Berger Tiril Eckhoff Ole Einar Bjørndalen Emil Hegle Svendsen | Rep. Ceca Veronika Vítková Gabriela Soukalová Jaroslav Soukup Ondřej Moravec | Italia Dorothea Wierer Karin Oberhofer Dominik Windisch Lukas Hofer          |

Legenda:

MX = staffetta mista 2x6 km + 2x7,5 km

### Classifiche
| Pos. | Nazione   | Punti |
| ---- | --------- | ----- |
| 1    | Rep. Ceca | 114   |
| 1    | Norvegia  | 114   |
| 3    | Italia    | 91    |
| 4    | Ucraina   | 84    |
| 5    | Russia    | 81    |